# Xe tập đi trẻ em

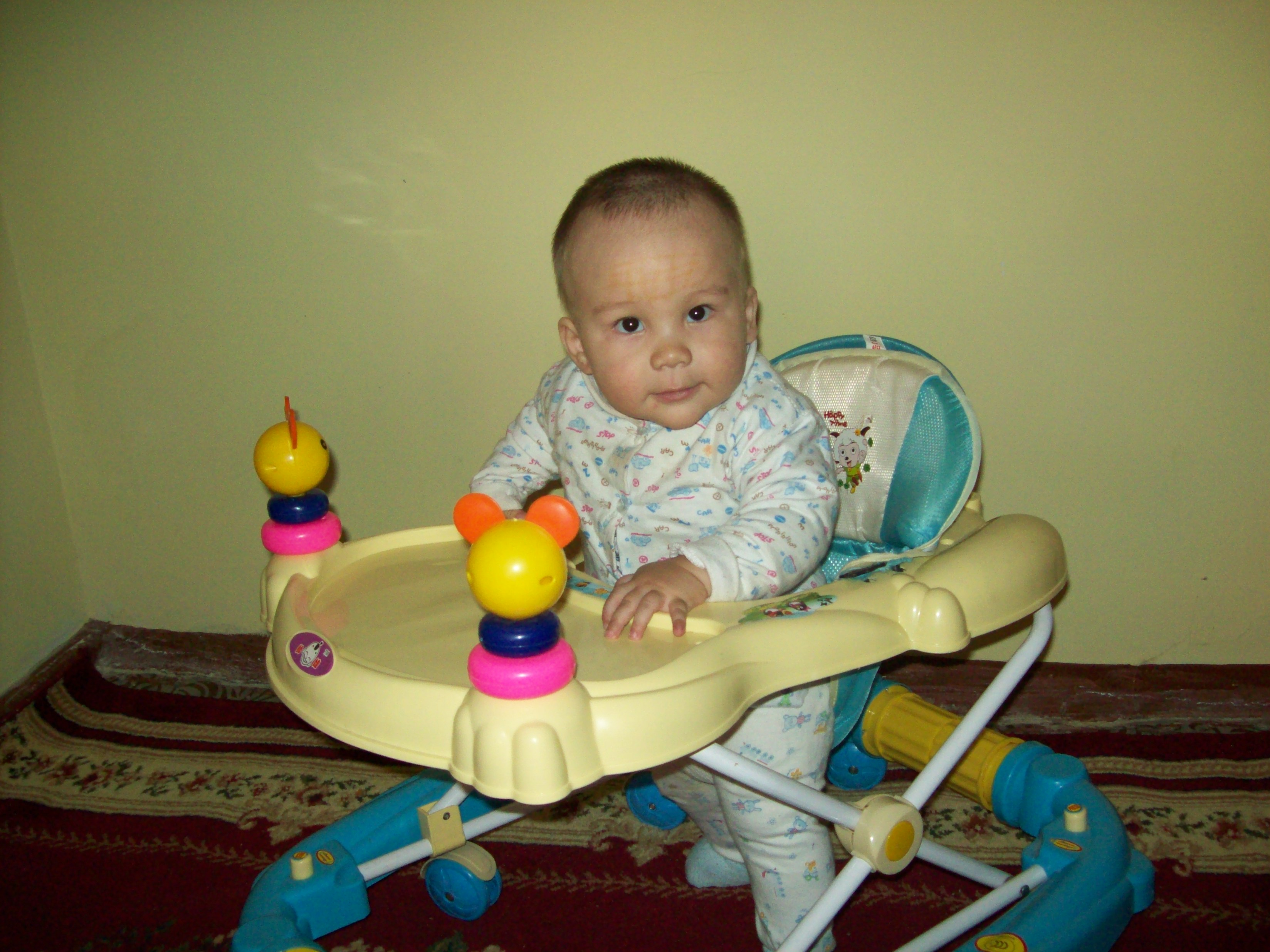
Trẻ em 6 tháng dùng xe tập đi.

Xe tập đi (tiếng Anh: baby walker) cho bé là một thiết bị có thể được sử dụng để di chuyển từ nơi này sang nơi khác cho trẻ nhỏ chưa thể tự đi lại. Xe tập đi hiện đại cải tiến ngày nay cũng dành cho trẻ mới biết đi. Phần chân được làm bằng nhựa cứng có bánh xe và ghế vải treo có hai lỗ để xỏ chân vào
Tại Mỹ, các loại xe tập đi đang phải chịu trách nhiệm cho khoảng 2000 ca chấn thương cho trẻ mỗi năm, các ca nặng nghiệm trọng tới mức độ cấp cứu, khiến các bác sĩ nhi khoa phải lên tiếng ngăn cấm hoàn toàn thiết bị này tới các bậc cha mẹ.

## Lịch sử

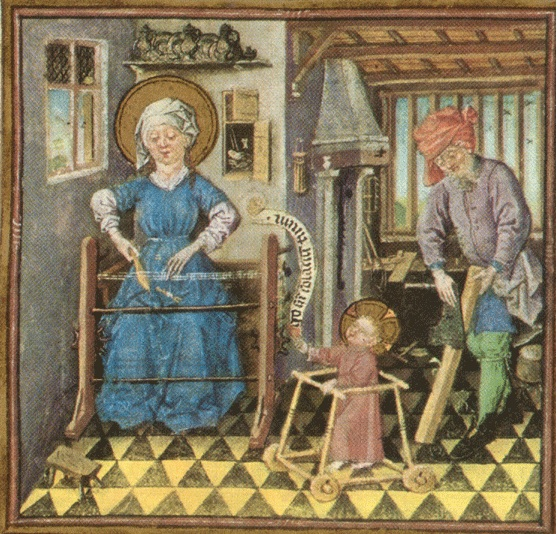
Tranh vẽ chúa Jesus trên chiếc xe tập đi trong cuốn sách The Hours of Catherine of Cleves, khoảng năm 1440.

Xe tập đi cho trẻ em được biết đến sớm nhất là vào thế kỷ 15 tại châu Âu. Một bức hình vẽ màu trong cuốn sách Thời khắc của nữ bá tước Catherine xứ Cleves từ một bản thảo viết bằng tiếng Hà Lan vào thời đó, mô tả Chúa Jesus trong hình hài trẻ nhỏ trên chiếc xe tập đi bằng gỗ.
Xe chòi chân (Go-cart) là một tên gọi phổ biến cho phiên bản có bánh xe trong lịch sử.
Ngoài ra còn ra còn một số loại xe được sử dụng. Một loại xe đẩy (baby-runner) có hình dạng vòng gỗ đệm, điều chỉnh đến thắt lưng của đứa bé, gắn với một cái cột được cố định vào sàn và trần nhà. Em bé được đặt vào bên trong vòng tròn và có thể di chuyển thành vòng tròn theo cọc. Loại dụng cụ này ngăn đứa trẻ không với đến những chỗ nguy hiểm như lò nướng.

## Hạn chế phát triển
Nhiều bậc cha mẹ tin rằng xe tập đi như vậy có thể khiến trẻ sớm biết đi hơn. Tuy nhiên, điều này có thể khiến quá trình biết đi chậm từ hai đến ba tuần đối với một đứa trẻ bình thường.
Tổng thời gian ước lượng việc sử dụng xe tập đi, cứ mỗi 24 tiếng trẻ ngồi trên xe tập đi (vd một tiếng mỗi ngày, trong 24 ngày), chúng sẽ biết đi chậm thêm 3 ngày và chậm biết đứng 4 ngày so với không dùng.

## Những vấn đề về an toàn cho trẻ
Xe tập đi cho bé cũng đã dẫn đến nhiều thương tích có thể phòng ngừa được do vấp ngã, lật đổ hoặc mất thăng bằng do sàn nhà trơn trượt.

Các rủi ro bao gồm các chấn thương do ngã xuống cầu thang khi ngồi trên xe tập đi không có sự quan sát của cha mẹ, thường là chấn thương nghiêm trọng điển hình do ngã từ trên cầu thang.  Xe tập đi cho phép trẻ nhỏ đến những khu vực nguy hiểm bao gồm bể bơi, bồn tắm và nhà bếp, nơi có thể có nguy cơ bỏng do với tay lấy đồ từ trên bếp.
Ủy ban An toàn Sản phẩm Tiêu dùng Hoa Kỳ, Học viện Nhi khoa Hoa Kỳ, Kids in Danger và các tổ chức khác đã đưa ra cảnh báo về việc không khuyến khích phụ huynh cho bé dùng xe tập đi. Tuyên truyền trực tiếp tới cha mẹ tại các cơ sở y tế nhằm mục đích giảm bớt mong muốn dùng xe tập đi cho con.
Tại Canada, sản phẩm xe tập đi trẻ em đã bị cấm bán vào ngày 7 tháng 4 năm 2004. Canada là quốc gia đầu tiên trên thế giới cấm bán, nhập khẩu và quảng cáo xe tập đi cho bé. Lệnh cấm này mở rộng cho sản phẩm xe tập đi đã được biến đổi và đã qua sử dụng, bao gồm cả việc mua bán theo hình thức bán ngoài sân hay khu chợ trời. Đạo luật cải thiện an toàn sản phẩm tiêu dùng năm 2008 (CPSIA) đã thay đổi các mặt hàng được phép mua bán. Người tàng trữ sản phẩm này có thể bị phạt tới 100.000 đô la CA hoặc bị phạt tù tới sáu tháng.

Tại Mỹ, các tai nạn mỗi năm liên quan đến xe tập đi đã giảm từ khoảng 21.000 ca vào năm 1990 xuống còn khoảng 3.200 ca vào năm 2003, do công tác phổ biến về sự nguy hiểm của các thiết bị đó và việc tự nguyện cải tiến an toàn từ các nhà sản xuất. Tám trẻ sơ sinh chết vì những vết thương như vậy từ năm 2004 đến năm 2008. Chấn thương hàng năm giảm thêm 23% sau khi các tiêu chuẩn bắt buộc của Ủy ban An toàn Sản phẩm Tiêu dùng Hoa Kỳ (được thông qua năm 2010) có hiệu lực, bao gồm các yêu cầu kiểm tra và phanh để ngăn ngừa ngã cầu thang.

## Các sản phẩm thay thế
Xe đẩy tập đi cần cha mẹ hỗ trợ đã được phát triển thay thế cho xe tập đi truyền thống. Những loại xe tập đi này khác biệt vì chúng không có bánh xe và cần có sự trợ giúp hoàn toàn từ cha mẹ khi sử dụng. Thiết kế của xe tập đi hiện đại cần sự hỗ trợ của cha mẹ gần tương tự dây tập đi của Châu Âu thời Phục Hưng. Xe tập đi đem lại phương pháp an toàn hơn để dạy trẻ đi bộ hơn chiếc xe tập truyền thống có thể không được giám sát khi sử dụng.
Ngoài ra còn có khung tập đi treo đồ chơi, bề ngoài rất giống với xe tập đi cho bé, nhưng không có bánh xe. Sản phẩm hoạt động dựa trên sức mạnh của đôi chân bé chủ yếu đẩy hoặc nhảy lên khỏi mặt đất. Do đó, em bé không thể di chuyển đến các địa điểm nguy hiểm. Một số loại đồ chơi có bánh xe được thiết kế cho trẻ nhỏ bám vào để tập đi.

## Thư viện ảnh

Xe tập đi trong tác phẩm hội họa
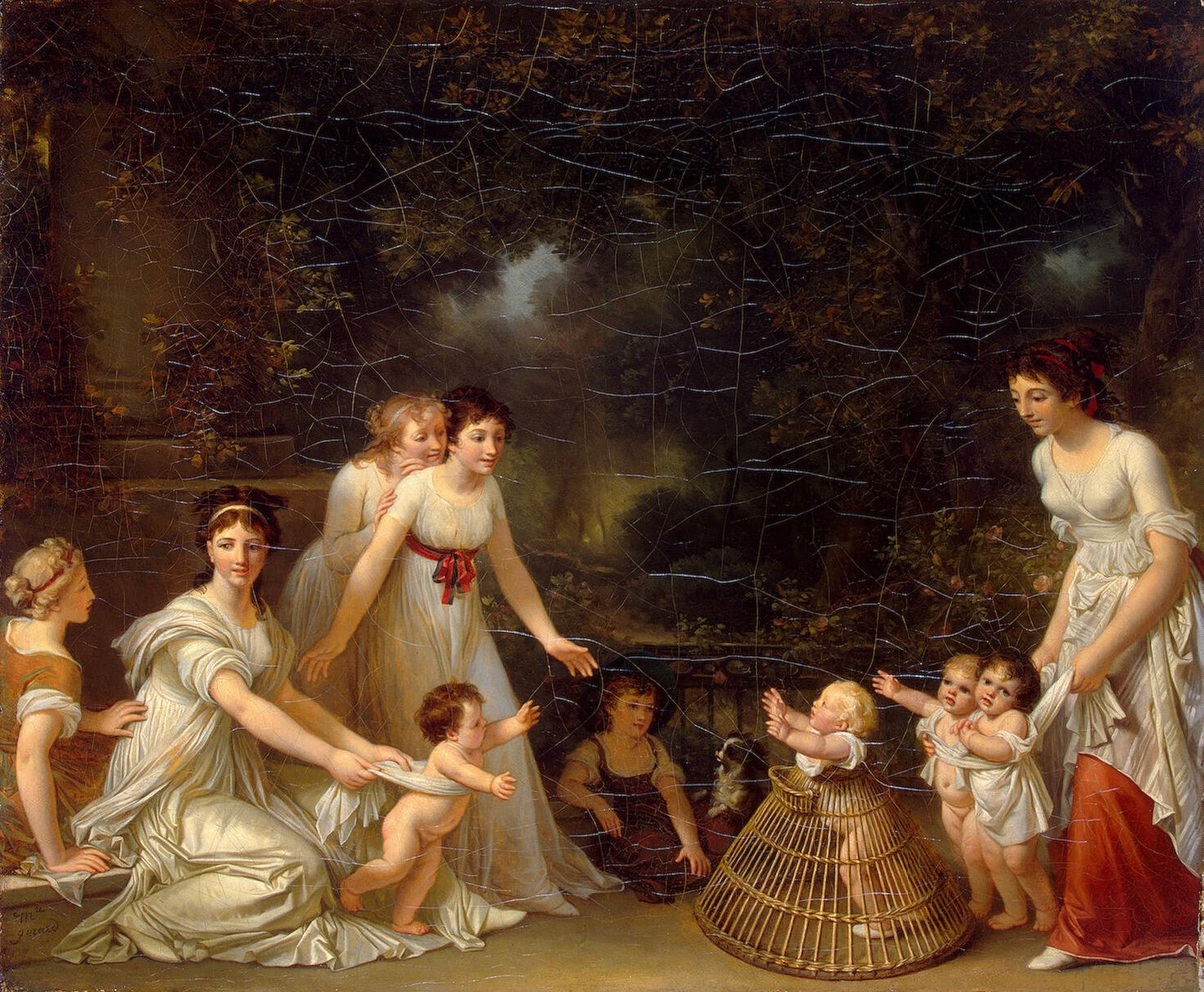
Bức tranh sơn dầu miêu tả cảnh trẻ em tập đi của danh họa người Pháp Marguerite Gérard khoảng năm 1788
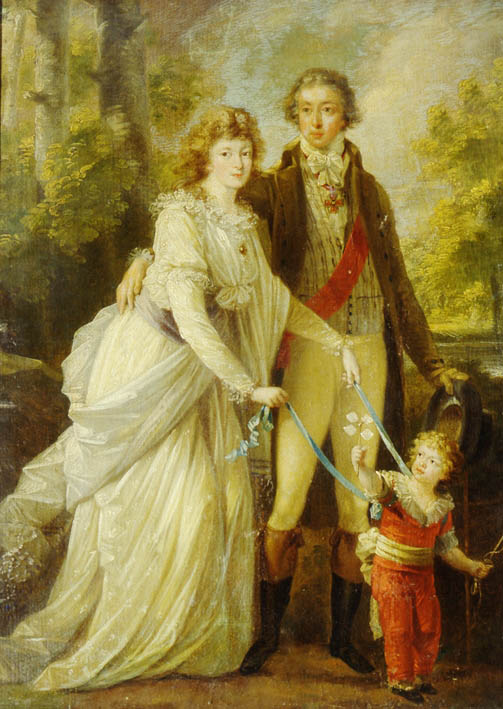
Giới quý tộc châu Âu sử dụng dây tập đi
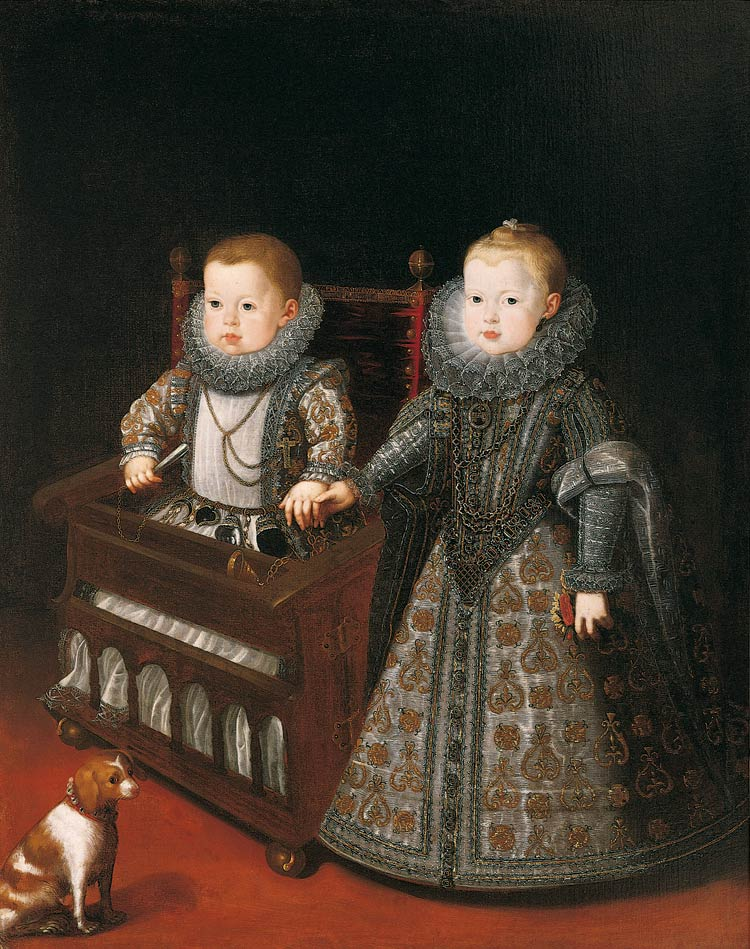
Bức họa hai em bé quý tộc Don Alfonso el Caro và Ana Margarita (1613)
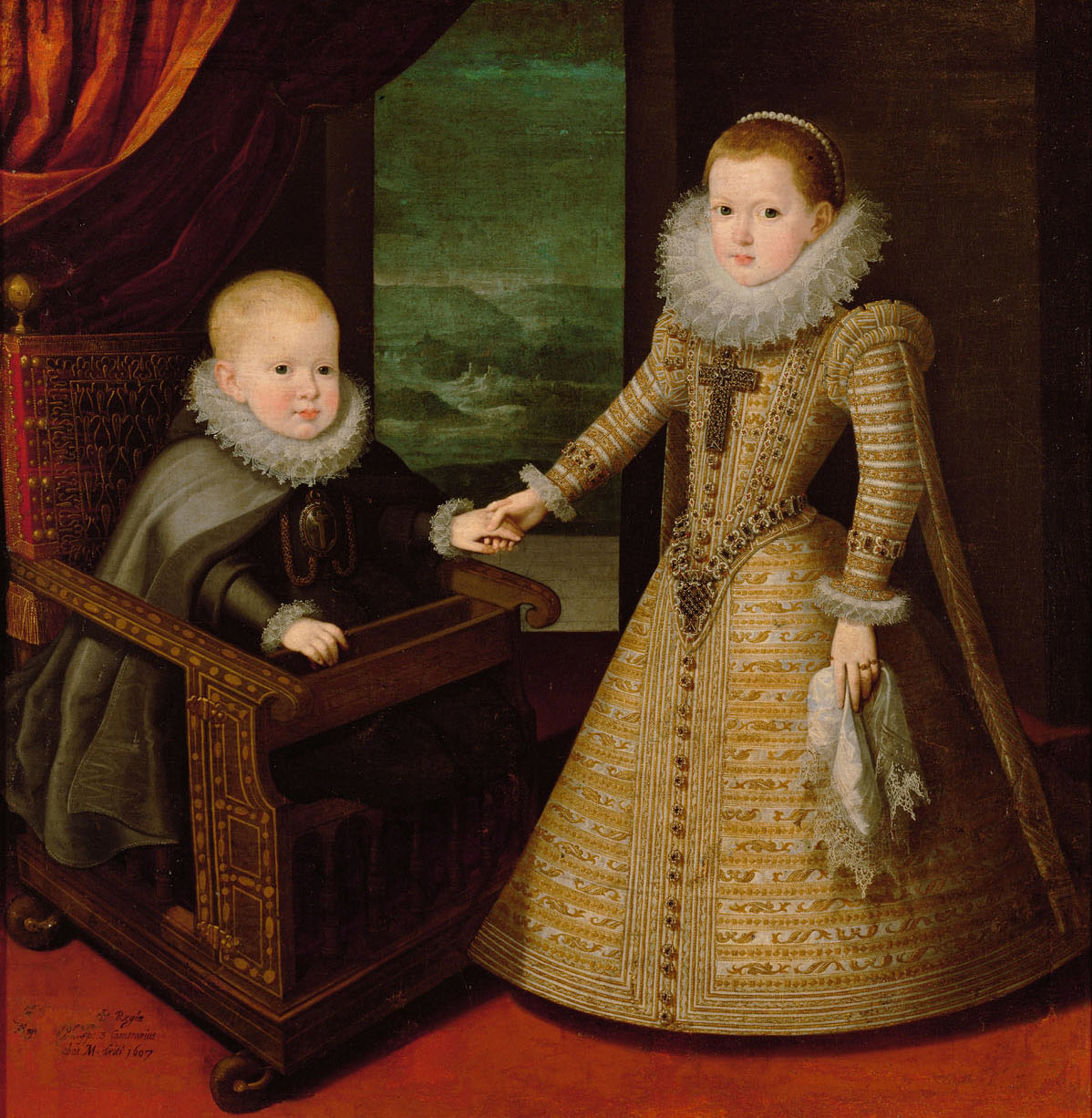
Bức họa Vua Philip IV của Tây Ban Nha (1605-1665) và chị gái Infanta Anna (1601-1666)
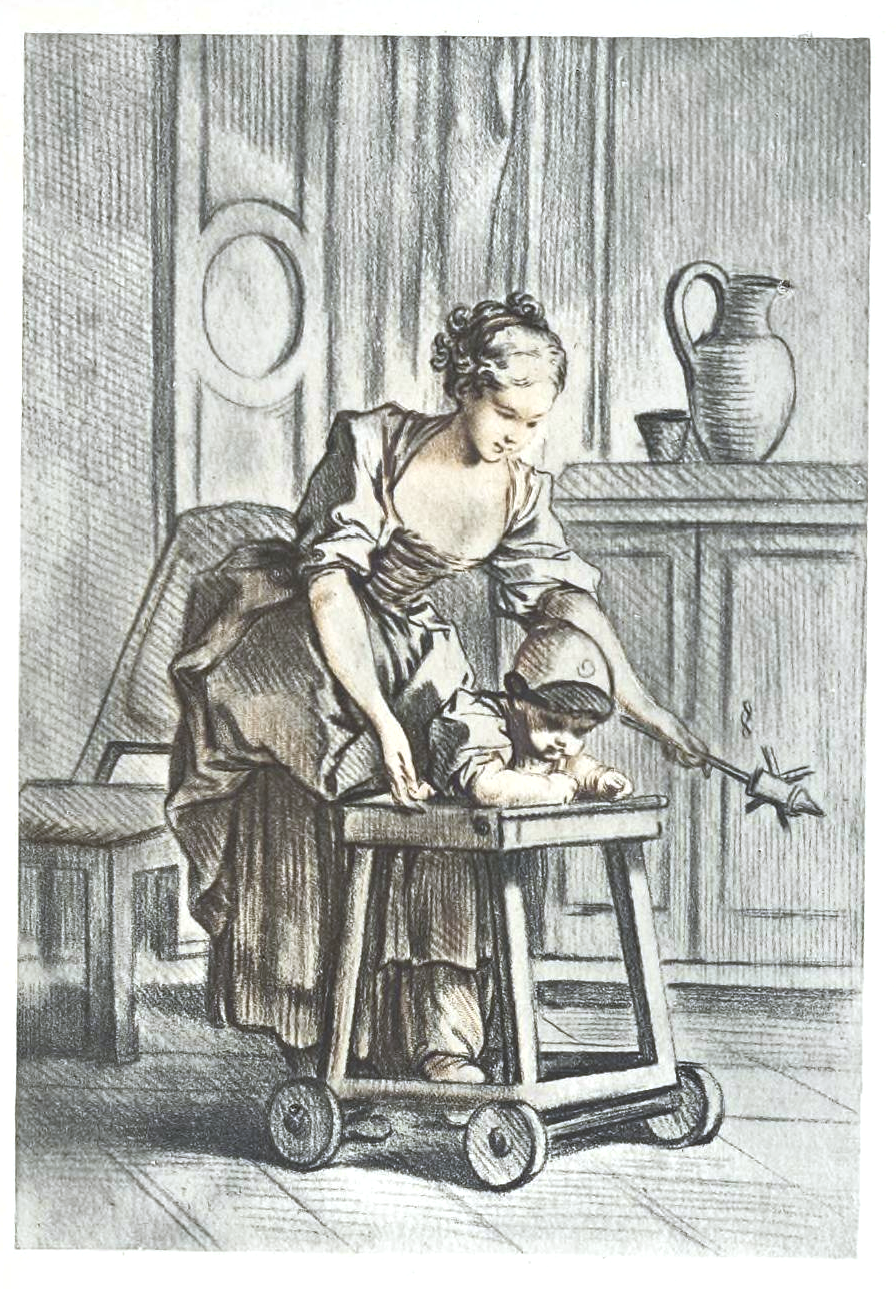
Bức tranh "Le Chariot à roulettes"  François Boucher về đứa trẻ với chiếc xe tập đi có bánh xe
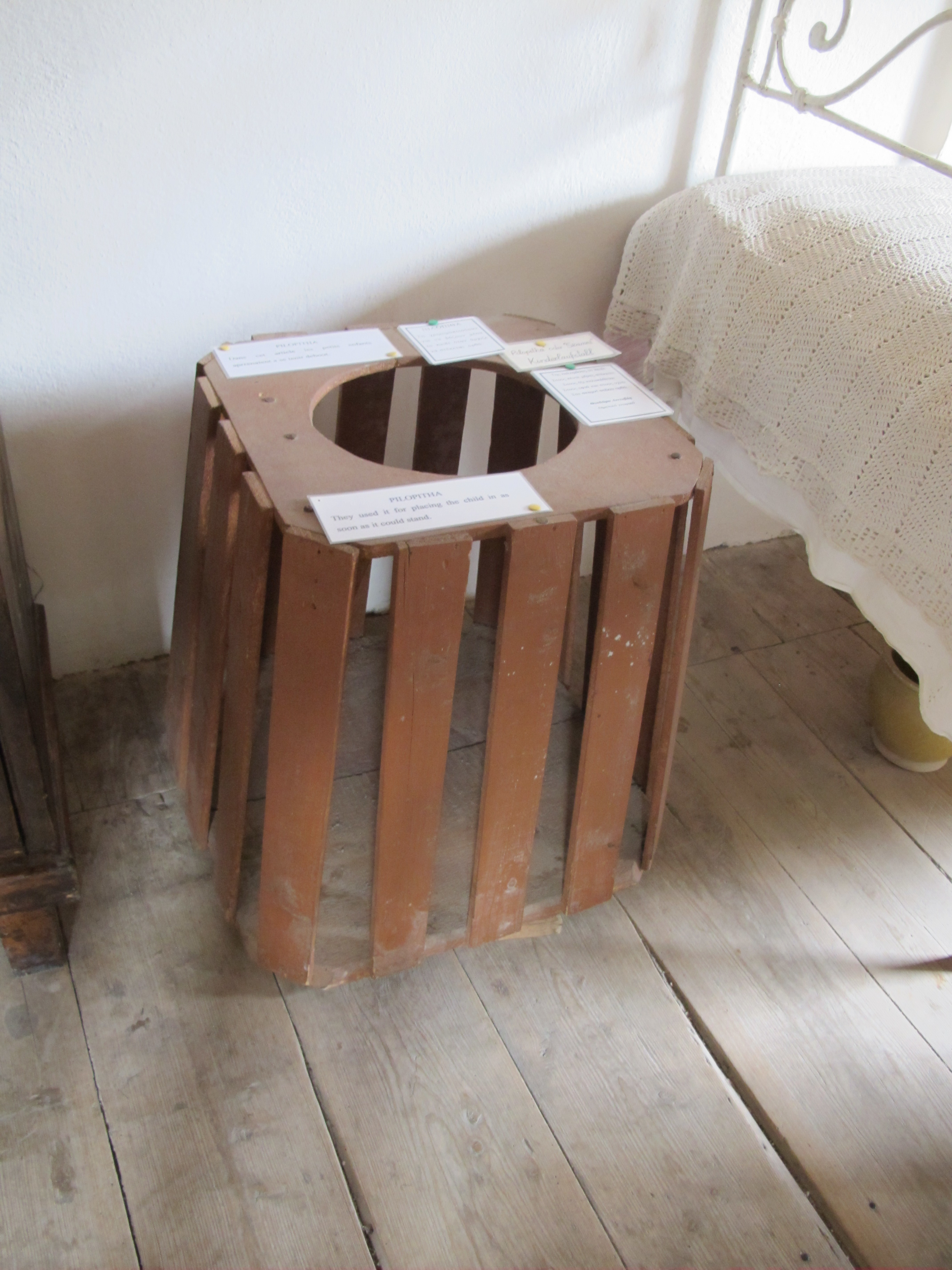
Một loại xe tập đi được trưng bày tại Bảo tàng Folklore ở Sinarades, Hy Lạp
Xe tập đi của Gustav IV Adolf, sản xuất vào khoảng năm 1780, àm bằng gỗ được sơn và sơn màu xanh lam
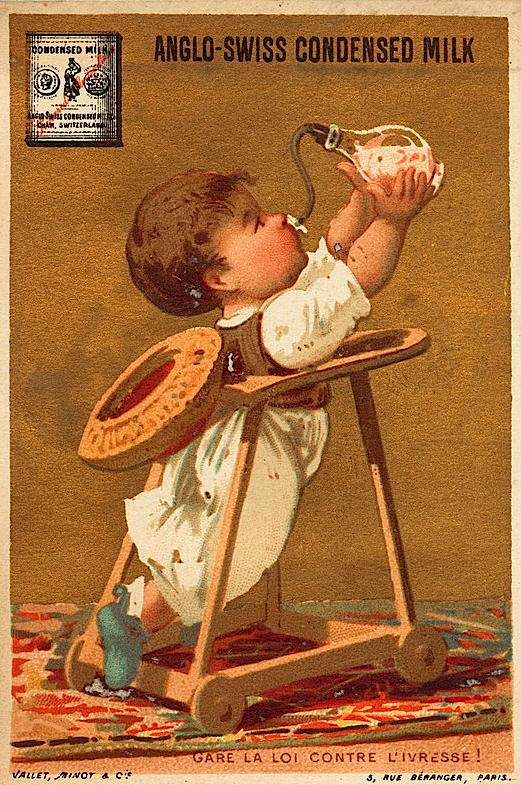
Bưu thiếp của Pháp có in hình xe tập đi
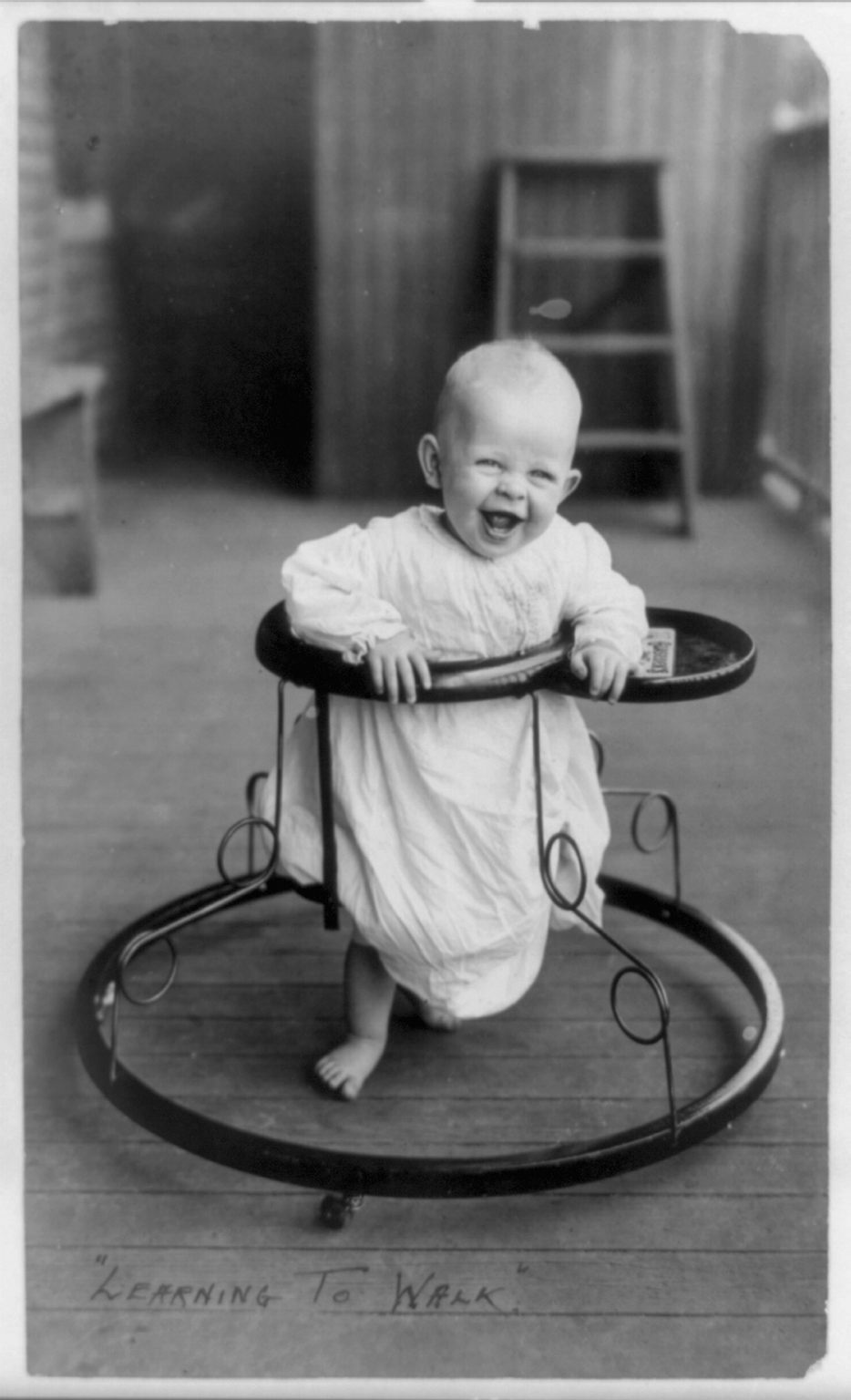
Em bé trên xe tập đi vào năm 1905
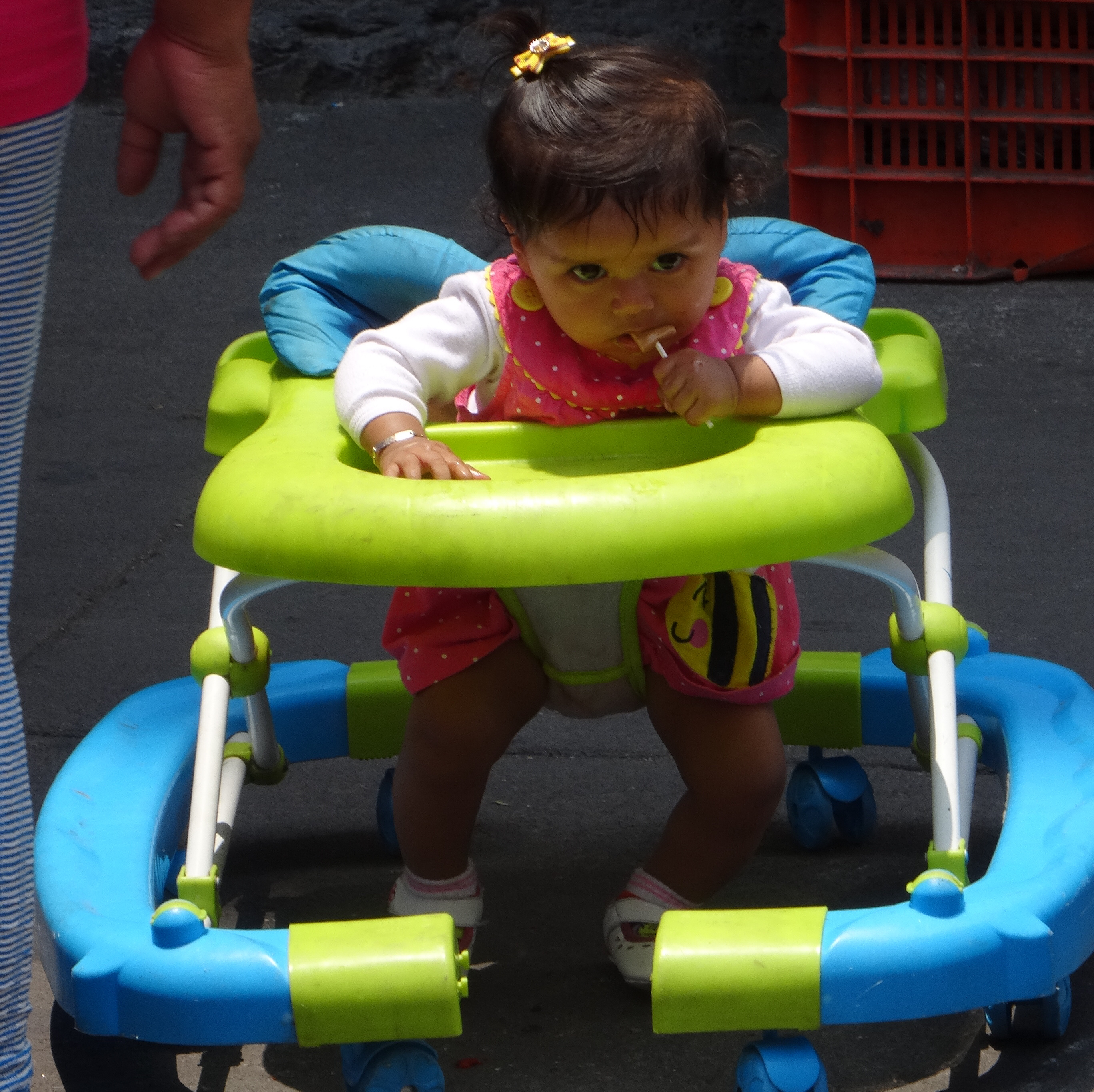
Xe tập đi ngày nay
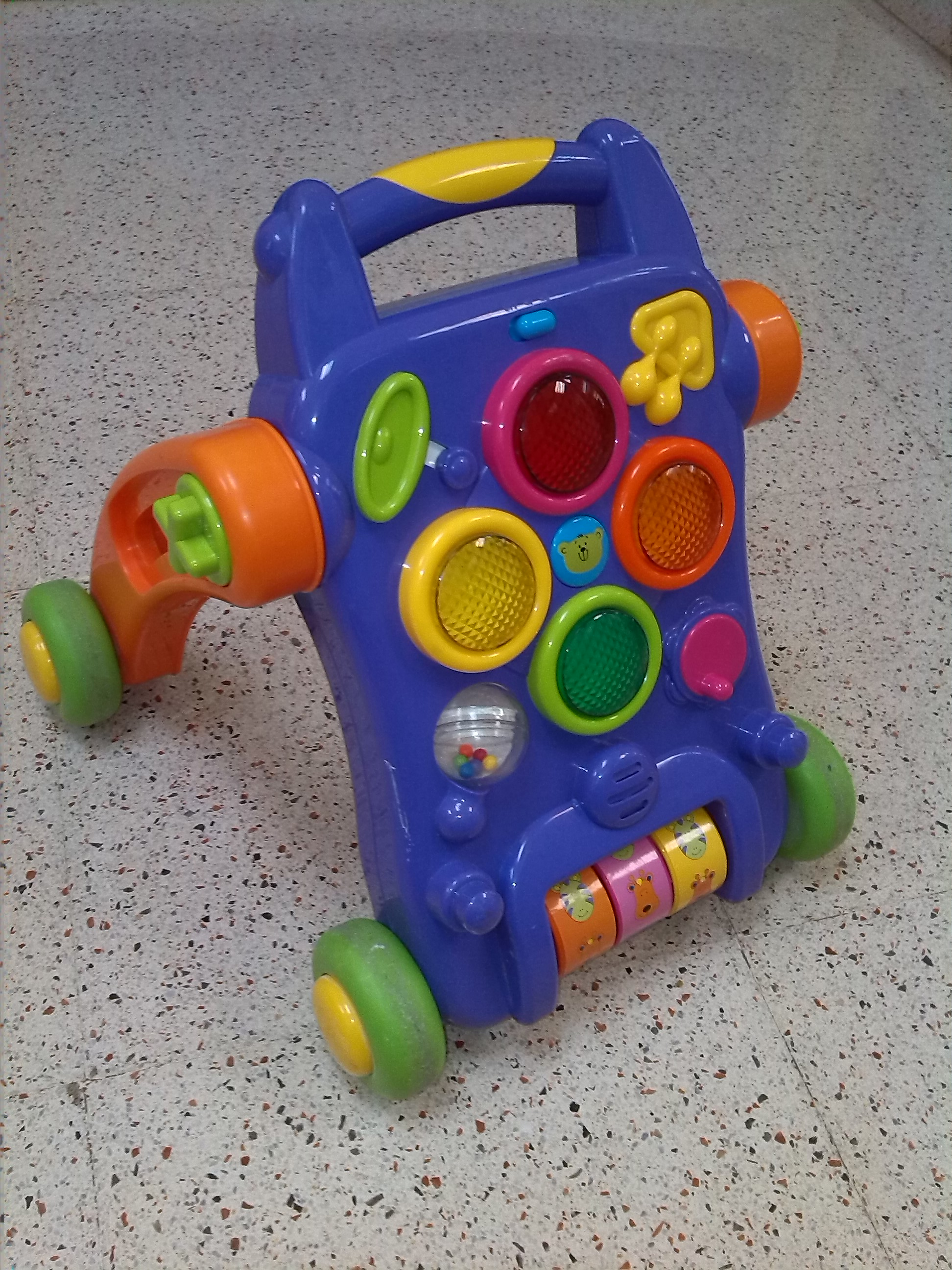
Đồ chơi xe đẩy tập đi có tay cầm. Trẻ mới biết đi có thể đứng sau đồ chơi này và đẩy nó trong khi đi bộ